# Lorne Carr-Harris
Lorne Howland Carr-Harris (15. prosince 1899 Kingston, Ontario – 7. dubna 1981) byl britský reprezentační hokejový obránce.
S reprezentací Velké Británie získal jednu bronzovou olympijskou medaili (1924).

## Úspěchy
- Bronz na Letních olympijských hrách – 1924